# فيلمبورغ (هامبورغ)
كان فيلمبورغ في شارع فيرغينغ 60 في منطقة فيلهيمسبورغ في مدينة هامبورغ الألمانية مبنى سينمائي من عام 1929. كان يعتبر "مبنى سينمائيًا مهمًا بشكل خاص في العشرينات من القرن الماضي" واستخدم كمتجر ولأغراض سكنية منذ إغلاقه في عام 1961 الى حين ما هدم المبنى.

## روابط انترنت
- Filmburg. In: Kinodatenbank. Film- und Fernsehmuseum Hamburg, abgerufen am 27. Februar 2020.
- Peter Pforr: Die Filmburg auf der privaten Seite alt-wilhelmsburg.de, mit zwei historischen Aufnahmen